# Tea for the Tillerman
A Tea for the Tillerman Cat Stevens 1970-es albuma. Sok dal az albumról Stevens legismertebb dalai közé került: Where Do the Children Play?, Hard Headed Woman, Wild World, Sad Lisa, Into White és Father and Son. Négy dal (Where Do the Children Play?, On the Road to Find Out, Tea for the Tillerman és "Miles from Nowhere) szerepelt a Harold and Maude 1971-es filmben. A But I Might Die Tonight-ot a Deep End filmben használták fel.
A Wild World kislemeznek köszönhetően az album meghozta Stevens számára a világsikert. Az album az amerikai listákon a 10. helyig jutott.
2003-ban 206. lett a Rolling Stone magazin Minden idők 500 legjobb albuma listáján. 2006-ban bekerült az 1001 lemez, amit hallanod kell, mielőtt meghalsz című könyvbe.

## Az album dalai
| 1. | Where Do the Children Play? | Cat Stevens | 3:52 |
| 2. | Hard Headed Woman           | Cat Stevens | 3:47 |
| 3. | Wild World                  | Cat Stevens | 3:20 |
| 4. | Sad Lisa                    | Cat Stevens | 3:45 |
| 5. | Miles from Nowhere          | Cat Stevens | 3:37 |

| 1. | But I Might Die Tonight | Cat Stevens | 1:53 |
| 2. | Longer Boats            | Cat Stevens | 3:12 |
| 3. | Into White              | Cat Stevens | 3:24 |
| 4. | On the Road to Find Out | Cat Stevens | 5:08 |
| 5. | Father and Son          | Cat Stevens | 3:41 |
| 6. | Tea for the Tillerman   | Cat Stevens | 1:01 |

## Helyezések és eladási minősítések

### Album
| Év   | Lista                | Helyezés |
| ---- | -------------------- | -------- |
| 1971 | Billboard Pop Albums | 8        |

### Kislemezek
| Év   | Kislemez   | Lista                 | Helyezés |
| ---- | ---------- | --------------------- | -------- |
| 1971 | Wild World | Billboard Pop Singles | 11       |

### Eladási minősítések
| Szervezet | Minősítés      | Dátum            |
| --------- | -------------- | ---------------- |
| RIAA – US | arany          | 1971. május 12.  |
| RIAA – US | platina        | 2001. január 30. |
| RIAA – US | dupla platina  | 2001. január 30. |
| RIAA – US | tripla platina | 2001. január 30. |

## Közreműködők
- Cat Stevens – gitár, billentyűsök, vokál
- Alun Davies – gitár
- Harvey Burns – dob
- John Ryan – basszusgitár

### További zenészek
- Del Newman – vonósok hangszerelése
- John Rostein – hegedű